# Gambugliano
Gambugliano (Ganbujan in veneto) è una frazione di 848 abitanti del comune di Sovizzo, nella provincia di Vicenza in Veneto.
Si trova a 133 metri sul livello del mare e dista circa 13 chilometri da Vicenza.

## Il territorio
Originariamente comune autonomo, il suo territorio si estendeva per 7,95 chilometri quadrati prevalentemente in zona collinare sui Monti Castellari, spesso identificati come Pre-Lessini, e solo in minima parte in pianura. Questa parte coincide con la valle denominata “Valdiezza", dal nome del torrente che la attraversa e che confluisce, proprio al termine della Valdiezza nel Lonte, formando il Retrone.
La parte valliva del territorio risale all'Oligocene e al di sotto dei calcari di tale periodo, si trovano marne ed argille dell'Eocene superiore. L'intera estensione territoriale è ricca di fossili del Miocene ed Oligocene. Nella località “Il Covolo”, fu scoperto, negli anni '70, il più ricco giacimento fossile di natiche (un gasteropode) esistente in Italia.

## L'origine del nome
L'origine di Gambugliano è sicuramente antichissima, come evidenziato dal suo nome latino, Gambullanum, la cui desinenza in “-anum” identifica il territorio come possedimento. Pare ormai accertato che il nome derivi da Cambullius, quindi fondo, possedimento di Cambullius (fundus Cambullianus). La tradizione popolare lo farebbe risalire invece dalla composizione dialettale di due accezioni verbali, ancor oggi usate cioè "gran e bojon": quindi granbojon, gambuian, gambugian e in forma moderna Gambugliano, a causa dall'esistenza nella zona di alcune sorgenti che sgorgano dal terreno quasi come acque bollenti naturali.
Le prime citazioni accertate del nome Gambugliano sono di molto posteriori alla sua origine e risalgono al XIII secolo. Nell'anno 1262, viene riportato nel “Codice A dei Comuni Vicentini” il nome “Gambullanum”. Nel 1207 viene citato il termine “Gambullano” e nello Statuto di Vicenza del 1264 viene menzionata, come Villa autonoma, “Gambujanum”.
La sua unica frazione, Monte San Lorenzo, appare citata per la prima volta in un documento del 24 febbraio 1378 come Monte Sancti Laurentii de Gambugliano.
La sua chiesa, invece, viene citata in un documento vaticano del 1297. Risulta evidente come il nome della frazione tragga origine dalla chiesa di San Lorenzo patrono della frazione mentre per Gambugliano i suoi patroni sono San Vito, Modesto e Crescenzia.

## Storia
Il territorio fu abitato in epoca pre-romana probabilmente dagli Euganei (i più antichi abitanti dell'Italia nordorientale di stirpe preindoeuropea), sospinti dalla pianura nelle zone collinari e montuose dai Veneti e con questi fusisi per usi e cultura simili intorno al primo millennio a.C. Curiosa è la sepoltura e il culto dei morti che queste popolazioni attuavano. Essi, infatti, incenerivano i morti raccogliendo le ceneri in vasi oppure praticando la tumulazione, anticipando il culto dei morti da parte dei romani. Che il territorio fosse poi insediato dai romani non vi è dubbio visto come è evidenziato anche dal toponimo di una via “Pocastro”, una chiara volgarizzazione del latino “post castrum” indicante un sito alle spalle dell'accampamento militare.
Probabilmente furono i Benedettini, nel secolo VIII che contribuirono a bonificare il territorio e a fondare la chiesa che, pare ormai accertato, risalga prima dell'anno 1000.
Vi sono tracce dell'esistenza di un castello ora completamente distrutto e che si trovava nella attuale "Contrà del Castello". Aveva una doppia cerchia di mura di difesa con una platea a forma ellittica del diametro medio di dieci metri. Il castello non risulta elencato in nessuno dei diplomi imperiali donati ai Vescovi vicentini e questo fa pensare che non si trattasse di un castello vescovile; però nei libri dei feudi della mensa vescovile G. viene indicato "Feudum antiquo et antiquissimum" ed è evidente da quest'ultima trascrizione, che i vescovi vi avevano beni. Nell'anno 1267 il vescovo di Vicenza Bartolomeo (1255-1270) investiva un certo Tebaldo da Gambugliano "de una pecia terre que potest esse quatuor campi apud castellum". Secondo alcuni studi e osservazioni del Mantese e del Canova, sullo studio dei castelli vicentini, si pensa che esso esistesse già prima del secolo X e di origine e derivazione di una torre di guardia e segnalazione di epoca romana. Interessante, invece, è come nel secolo XVI Filippo Pigafetta nella sua descrizione del territorio vicentino ricorda "Gambugliano col castello" e pertanto non ancora raso al suolo dalle furiose e probabili guerre padovane-veronesi successive al 1311 che hanno investito anche il territorio gambuglianese.
L'aver perso ogni traccia del castello lo deduce anche, ma non a cosa certa, a un delegato dei vari Signori succedutisi al governo di Vicenza, da cui Gambugliano dipendeva.
Passato il periodo medioevale, Gambugliano, dopo varie vicissitudini, seguì le sorti di Vicenza all'interno della Serenissima Repubblica, fino alla sua caduta.

### Storia del comune post-napoleonica
Con la Restaurazione nel 1815 i comuni del Vicentino furono ridotti da 131 a 123 e tra questi proprio Gambugliano perse la propria autonomia. A quel tempo Gambugliano fu accorpato a Monteviale e alla frazione di Monte San Lorenzo che a fasi alterne è stata anch'essa un comune autonomo nel corso del XVIII secolo. In seguito a questo accorpamento iniziarono dissapori e contestazioni con Monteviale. Questa situazione durò fino al 1875 con proteste durate per 60 anni dove Gambugliano contestava i lavori di restauro del campanile, della sagrestia, delle gradinate della Chiesa e la manutenzione delle strade di "Costigiola e Biron", tutti beni appartenenti a Monteviale e che Gambugliano era costretta a finanziare.
I dissapori culminarono nel 1903 per aver trasferito il municipio da Gambugliano a Monteviale per comodità di quest'ultimo. Si arrivò a una vera guerriglia contro la carrozza che trasportava i documenti degli archivi comunali da un paese all'altro. Furono chiamati i carabinieri a cavallo di Montebello per placare gli animi.
Dopo l'annessione del Veneto al Regno d'Italia, avvenuta nel 1866, venne sancita nel 1905, la definitiva separazione di Gambugliano da Monteviale.
Il 22 gennaio 2024 a seguito di un referendum consultivo, Gambugliano si è fusa con il comune di Sovizzo.

## Società

### Evoluzione demografica
Abitanti censiti

## Amministrazione
| Periodo | Periodo | Primo cittadino      | Partito                               | Carica  | Note  |
| ------- | ------- | -------------------- | ------------------------------------- | ------- | ----- |
| 1946    | 1951    | Emilio Zarantonello  |                                       | Sindaco |       |
| 1952    | 1955    | Egidio Oliviero      |                                       | Sindaco |       |
| 1956    | 1974    | Bortolo Oliviero     |                                       | Sindaco |       |
| 1974    | 1975    | Lino Sella           |                                       | Sindaco |       |
| 1975    | 1979    | Sandro Mazzarol      |                                       | Sindaco |       |
| 1980    | 1983    | Lino Sella           |                                       | Sindaco | [ 7 ] |
| 1983    | 1985    | ??                   | ??                                    | ??      | [ 7 ] |
| 1985    | 1990    | Giancarlo Marzari    | Democrazia Cristiana                  | Sindaco |       |
| 1990    | 1999    | Luigi Sinclar Garbin | Lista civica                          | Sindaco |       |
| 1999    | 2009    | Maurizio Fortuna     | Lista civica                          | Sindaco |       |
| 2009    | 2019    | Lino Zenere          | Lista civica: Rinnovarsi per crescere | Sindaco |       |
| 2019    | 2024    | Matteo Forlin        | Lista civica: Insieme per Gambugliano | Sindaco |       |